# Super Smash Bros. Ultimate
Super Smash Bros. Ultimate là một trò chơi chiến đấu được phát triển bởi Bandai Namco Studios va Sora Ltd. và được Nintendo phát hành trên nền tảng Nintendo Switch.  Đây là tác phẩm thứ năm của loạt Super Smash Bros., theo sau Super Smash Bros. for Nintendo 3DS and Wii U (2014). Trò chơi được hé lộ lần đầu tiên vào tháng 3 năm 2018 trong một chương trình Nintendo Direct  và sau đó trong Triển lãm trò chơi E3 2018 ở tháng 6 cùng năm, Nintendo đã công khai đầy đủ về cả tên chính thức và ngày phát hành của tựa game này. Ultimate có phát hành trên toàn thế giới vào ngày 7 tháng 12 năm 2018. 
Trò chơi nhận được về nhiều sự hoan nghênh, với nhiều nhà phê bình đánh giá cao về số lượng nội dung trong game và sự điều chỉnh khéo léo lối chơi đối kháng của loạt game Super Smash Bros., tuy rằng chế độ chơi online đã gặp phải nhiều chỉ trích vì sự bất ổn định của Nintendo Switch Online